# Rob Mazurek
Rob Mazurek (Jersey City, 1965 –) amerikai kornettes, zeneszerző, vizuális művész.

## Pályakép
Mazurek tízéves korában kezdett kornettezni. A chicagói Bloom School of Jazz iskolán végzett. Tanulmányait követően a hard bop felé fordult. Különösen Lee Morgan, Kenny Dorham és Freddie Hubbard játéka ragadta meg.
Fellépett Kenny Prince-szel és Yoron Israel-lel is. Megalapította első kvartettjét, amellyel 1993-ban sikeresen lépett fel és kiadta első albumait (Man Facing East 1994, Badlands 1995).
1996 körül Morton Feldman és Iannis Xenakis, valamint a Chicago Art Ensemble, Bill Dixon és Wadada Leo Smith hatására kibővült zenei látóköre. Jeff Parkerrel lépett fel. 1997-ben Chad Taylorral megalakította a Chicago Underground duót, amely számos avantgarde albumot adott ki. Ebből jött létre a Chicago Underground Orchestra Jeff Parkerrel, Chad Taylorral, Noel Kupersmith-szel és Sara P. Smith-szel.
Mazurek játszott a São Paulo Unterground elektronikus projektben is Guilherme Granadóval és Mauricio Takaraval. 2005-ben megalapította Exploding Star Orchestrát, amellyel többször is vendégszerepelt Európában. 2012-ben felvette Skull Sessions című albumát egy oktetttel a Miles Davisről szóló kiállítására São Paulóban.

## Lemezválogatás
- Ted Sirota's Soul Rebels: Propaganda (1999)
- Starlicker Double Demon (2010)
- Skull Sessions (2012, Nicole Mitchell, Jason Adasiewicz, Thomas Rohrer, Guilerme Granado, Carlos Issa, John Herdon, Mauricio Takara)
- São Paulo Underground Beija flors velho e sujo (2012)
- Vortice of the Faun (2015)
- Jeff Parker / Rob Mazurek: Some Jelly Fish Live Forever (2016)
- Chimeric Stoned Horn (2017; szólólemez)
- Rome (2017)
- Chicago Underground Quartet: Good Days (2020)
- Dimensional Stardust (2020)
- All Distances Inform (2022)
- Father's Wing (2022)
- Lightning Dreamers (2023)